# سید حسین افضلی
سید حسین افضلی نمایندهٔ دورهٔ دهم از حوزهٔ انتخابیهٔ اقلید در استان فارس است. وی با کسب ۲۰٬۸۸۳ رای از مجموع ۵۵٬۹۷۲ رای معادل ۳۷٫۳۱٪ درصد آرا به مجلس راه پیدا کرد.